# Pieter Sjoerds Gerbrandy
Pieter Sjoerds Gerbrandy (rodným jménem Pieter Gerbrandij; 13. dubna 1885 Goënga – 7. září 1961 Haag) byl nizozemský politik fríského původu. Sloužil jako předseda vlády Nizozemska od 3. září 1940 do 25. června 1945. Vedl exilovou vládu se sídlem v Londýně během německé okupace Nizozemska. Byl též ministrem spravedlnosti (1939–1942, 1945), ministrem kolonií (1941–1942) a ministrem všeobecných záležitostí (1945). Byl představitelem konzervativní Antirevoluční strany.

## Život
Vystudoval právo na Vrije Universiteit Amsterdam. Roku 1911 získal doktorát. V letech 1930 až 1939 na své alma mater i učil a stal se zde profesorem obchodního práva. Po studiích až do roku 1920 pracoval jako právník a prokurátor. Roku 1916 se stal radním města Sneek a byl jím až do roku 1930. V roce 1919 se stal členem provinciální rady Fríska a roku 1920 hejtmanem. I tento post držel až do roku 1930. Proti vůli své strany přijal roku 1939 post ministra spravedlnosti ve vládě Dirka Jana de Geera, která brzy čelila německé invazi a odešla do exilu v Londýně. Po nevhodném, poraženeckém chování premiéra De Geera se královna Vilemína rozhodla postavit do čela exilové vlády právě Gerbrandyho. Jejich vztah byl dlouho ideální, ale prudce se zhoršil v letech 1942 až 1943. Od té doby bylo jasné, že královna chce jiného poválečného premiéra. Gerbrandy během války udržoval kontakt s nizozemským odbojem a staral se o vztahy se spojeneckými vládami. V dubnu 1945 se mu je podařilo přesvědčit, aby ze vzduchu shodili velké množství potravin hladovějícímu obyvatelstvu západního Nizozemska. Po úplném osvobození země Gerbrandy rezignoval. Po válce se postavil proti dekolonizačním tendencím a v letech 1946 až 1950 předsedal Národnímu výboru pro udržení jednoty království, který byl proti udělení nezávislosti Indonésii a obhajoval separatistickou protiislámskou Republiku Jižní Moluky. V roce 1948 se vrátil do velké politiky, když byl zvolen do parlamentu, ale jeho vznětlivost mu udělala mnoho nepřátel ve vlastní straně, takže velkou kariéru už neudělal. V roce 1956 byl jmenován členem komise, která vyšetřovala aféru kolem Greet Hofmansové. O tři roky později rezignoval na poslanecký mandát.